# Dolní Branná
Dolní Branná település Csehországban, Trutnovi járásban. Dolní Branná Studenec, Horní Branná, Vrchlabí, Horní Kalná és Kunčice nad Labem településekkel határos. Lakosainak száma 1034 fő (2024. január 1.).

## Népesség
A település lakosságának változását az alábbi diagram mutatja:
| Lakosok száma | 1375 | 1348 | 1293 | 972  | 875  | 901  | 980  | 981  | 998  | 1034 |
|               | 1869 | 1890 | 1921 | 1950 | 1980 | 2001 | 2017 | 2019 | 2022 | 2024 |